# Peter Cosgrove
Sir Peter John Cosgrove AK, CVO, MC (Sydney, 28 luglio 1947) è un politico e generale australiano.
Dal 28 marzo 2014 al 1º luglio 2019 è stato il Governatore generale dell'Australia.
Dal 2000 al 2002 è stato Capo dell'Australian Army. Dal 2002 al 2005 invece è stato Capo dell'Australian Defence Force.
Dal 2005 al 2014 è stato rettore dell'Università Cattolica Australiana. Inoltre, dal 2007 al 2012, è stato Direttore dell'Australian War Memorial.
Nel corso della sua carriera ha ricevuto molte onorificenze sia nazionali (Military Cross, Cavaliere dell'Ordine dell'Australia, Medaglia del centenario e altre) che estere.